# Ottawa (Illinois)
Ottawa és una població dels Estats Units a l'estat d'Illinois. Segons el cens del 2000 tenia 18.307 habitants.

## Demografia
Segons el cens del 2000, Ottawa tenia 18.307 habitants, 7.510 habitatges, i 4.889 famílies. La densitat de població era de 964,3 habitants/km².
Dels 7.510 habitatges en un 31,1% hi vivien nens de menys de 18 anys, en un 49,4% hi vivien parelles casades, en un 11,7% dones solteres, i en un 34,9% no eren unitats familiars. En el 30,8% dels habitatges hi vivien persones soles el 14,2% de les quals corresponia a persones de 65 anys o més que vivien soles. El nombre mitjà de persones vivint en cada habitatge era de 2,38 i el nombre mitjà de persones que vivien en cada família era de 2,98.
Per edats la població es repartia de la següent manera: un 24,9% tenia menys de 18 anys, un 8,1% entre 18 i 24, un 28,2% entre 25 i 44, un 20,8% de 45 a 60 i un 17,9% 65 anys o més.
L'edat mediana era de 38 anys. Per cada 100 dones de 18 o més anys hi havia 87,3 homes.
La renda mediana per habitatge era de 36.513 $ i la renda mediana per família de 44.435 $. Els homes tenien una renda mediana de 41.943 $ mentre que les dones 22.041 $. La renda per capita de la població era de 19.426 $. Aproximadament el 9,8% de les famílies i l'11,3% de la població estaven per davall del llindar de pobresa.

## Poblacions més properes
El següent diagrama mostra les poblacions més properes.